# Czade
Czade (perski: چاده) – wieś w Iranie, w ostanie Chorasan Południowy. W 2006 roku miejscowość liczyła 96 mieszkańców w 22 rodzinach.